# Урішев Анзор Суадінович
Анзор Суадінович Урішев (рос. Анзор Суадинович Уришев; нар. 23 січня 1987, село Психурей, Баксанський район, Кабардино-Балкарська АРСР, РРФСР) — російський борець вільного стилю, дворазовий чемпіон та дворазовий бронзовий призер чемпіонатів Європи, срібний призер Кубку світу, учасник Олімпійських ігор. Заслужений майстер спорту Росії (2011).

## Біографія
Почав займатися вільною боротьбою з 2000 року в спортивній школі міста Нальчик, під керівництвом свого батька Суадіна Урішева, який працював у цій школі тренером. Був срібним призером чемпіонату світу 2007 року серед юніорів. Виступає за СК «Гладіатор» (Нальчик), Кабардино-Балкарію і Красноярський край. Чемпіон Росії 2012 року, п'ятиразовий призер чемпіонатів Росії.
Випускник Кабардино-Балкарської державної сільськогосподарської академії.

## Виступи на Олімпіадах
| Змагання                    | Збірна | Вагова категорія | Місце |
| --------------------------- | ------ | ---------------- | ----- |
| Літні Олімпійські ігри 2012 | Росія  | 84 кг            | 8     |

## Виступи на Чемпіонатах Європи
| Змагання                         | Збірна | Вагова категорія | Місце  |
| -------------------------------- | ------ | ---------------- | ------ |
| Чемпіонат Європи з боротьби 2010 | Росія  | 84 кг            | Золото |
| Чемпіонат Європи з боротьби 2011 | Росія  | 84 кг            | Золото |
| Чемпіонат Європи з боротьби 2012 | Росія  | 84 кг            | Бронза |
| Чемпіонат Європи з боротьби 2013 | Росія  | 84 кг            | Бронза |

## Виступи на Кубках світу
| Змагання                    | Збірна | Вагова категорія | Місце  |
| --------------------------- | ------ | ---------------- | ------ |
| Кубок світу з боротьби 2009 | Росія  | 84 кг            | 10     |
| Кубок світу з боротьби 2014 | Росія  | 86 кг            | Срібло |

## Виступи на інших змаганнях
| Змагання                         | Збірна | Вагова категорія | Місце  |
| -------------------------------- | ------ | ---------------- | ------ |
| Гран-прі «Іван Яригін» 2009      | Росія  | 84 кг            | Бронза |
| Золотий Гран-прі з боротьби 2010 | Росія  | 84 кг            | Срібло |
| Золотий Гран-прі з боротьби 2011 | Росія  | 84 кг            | Золото |
| Вогні Москви 2011                | Росія  | 84 кг            | Золото |
| Золотий Гран-прі з боротьби 2012 | Росія  | 84 кг            | Золото |
| Гран-прі «Іван Яригін» 2013      | Росія  | 84 кг            | Золото |
| Гран-прі «Іван Яригін» 2014      | Росія  | 86 кг            | Бронза |
| Турнір Алі Алієва 2014           | Росія  | 86 кг            | Бронза |
| Вогні Москви 2014                | Росія  | 97 кг            | Золото |
| Кубок Бразилії 2014              | Росія  | 97 кг            | Бронза |
| Гран-прі «Іван Яригін» 2015      | Росія  | 86 кг            | Золото |